# Briatico
Briatico ist eine italienische Stadt in der Provinz Vibo Valentia in Kalabrien mit 3640 Einwohnern (Stand 31. Dezember 2023).

## Lage und Daten
Briatico liegt 17 km nordwestlich von Vibo Valentia am Golf von Sant’ Eufemia. Die Nachbargemeinden sind Cessaniti, Vibo Valentia, Zaccanopoli, Zambrone, Zungri. Der Ort besteht aus den Ortsteilen Conidoni, Mandaradoni, Paradisoni, Potenzoni, San Costantino, San Leo und Sciconi.

## Sehenswürdigkeiten
Im alten Teil der Stadt steht eine Ruine einer mittelalterlichen Burg. Am Strand stehen Reste zweier Türme aus dem 16. Jahrhundert.

## Söhne und Töchter der Stadt
- Antonio Bonavena (1896–1960), argentinischer Bandoneonist, Bandleader und Tangokomponist